# تپه چقاوقفی
تپه چقاوقفی مربوط به دوره سلجوقیان است و در شهرستان الیگودرز، بخش بشارت، دهستان پیشکوه ذلقی، روستای چقاوقفی واقع شده و این اثر در تاریخ ۱۸ اسفند ۱۳۸۷ با شمارهٔ ثبت ۲۵۲۵۳ به‌عنوان یکی از آثار ملی ایران به ثبت رسیده است.